# Liens vers l'Asie organisés en tutorats et stages d'échange
Liens vers l'Asie organisés en tutorats et stages d'échange (LAOTSE) est un réseau international associant des universités techniques d'Europe et d'Asie. 

## Finalité
Il a été établi lors d'une réunion Asie-Europe (ASEM) en mars 1998 à Kuala Lumpur. 
Le but de LAOTSE est d'assurer l'échange d'étudiants et d'enseignants en même temps que d'inclure des universités d'été.

## Appellation
Le réseau tire son nom du philosophe chinois Lao Tseu (en chinois : 老子 ; pinyin : Lǎo zi). Il aurait vécu au quatrième siècle avant notre ère et aurait fondé l'école taoïste (« La voie et la vertu »)

## Institutions partenaires

### Allemagne
- Université technologique de Munich
- BMW
- Siemens AG

### Chine
- Université de sciences et technologie de Hong Kong
- Université Jiaotong à Shanghai
- Université Tsinghua à Pékin
- Université de Zhejiang à Hangzhou
- Université Tongji à Shanghai

### Corée du Sud
- Institut supérieur de sciences et technologie de Corée

### Danemark
- Université de Copenhague

### Finlande
- Université d'Oulu

### France
- École centrale de Lyon
- École normale supérieure de Lyon
- Institut national des sciences appliquées de Lyon
- École supérieure de chimie, physique, électronique de Lyon

### Inde
- Institut indien d'informatique à Bangalore
- Institut indien de management à Bangalore
- Institut indien de sciences à Bangalore
- Instituts indiens de technologie à Bombay, Delhi, Guwahati, Kharagpur, Chennai et Roorkee

### Indonésie
- Institut technologique de Bandung

### Irlande
- Université de Limerick

### Japon
- Université de technologie de Tokyo
- Université de Tokyo
- Université Keiō
- Université de technologie de Kyūshū

### Malaisie
- Université multimedia (à Cyberjaya)

### Singapour
- Université nationale de Singapour
- Université technologique Nanyang
- Institut de management de Singapour

### Sri Lanka
- Université de Moratuwa

### Thailande
- Institut asiatique de technologie (AIT)
- Institut international de technologie Sirindhorn (SIIT), Université Thammasat
- Université Thammasat